# Cá cháo Điện Biên
Opsariichthys dienbienensis là một loài cá nước ngọt thuộc họ Cá chép. Đây là loài đặc hữu của Việt Nam.